# 綾部市警察
綾部市警察（あやべしけいさつ）は、かつて存在した京都府綾部市の自治体警察である。

## 概要
従来の京都府警察部が解体され、綾部町警察署が設置された。1950年（昭和25年）2月に庁舎を綾部町宮代町宮ノ下（現在の綾部警察署の位置）に移転する。
綾部市の合併・市制施行により、1950年（昭和25年）8月1日に綾部市警察署が発足する。
1954年（昭和29年）に新警察法が公布された。これにより国家地方警察と自治体警察が廃止され、新たに都道府県警察として京都府警察が発足。綾部市警察は京都府警察に統合され、姿を消した。